# Borisoglebsk (Voronezj oblast)
Ej att förväxla med Borisoglebsk (Petsamo) eller Borisoglebsk, Lettland

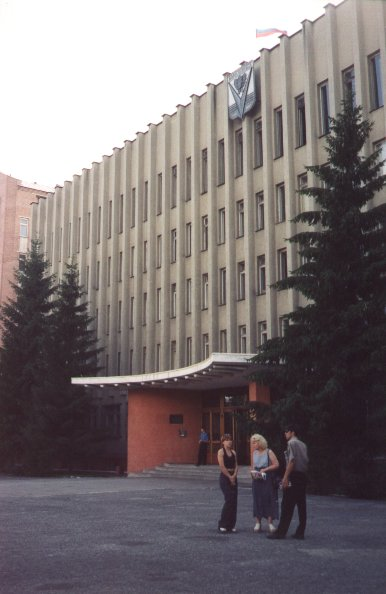
Rådhuset i Borisoglebsk.

Borisoglebsk (ryska: Борисогле́бск) är en stad i Voronezj oblast i Ryssland, tidigare kretsstad i guvernementet Tambov. Folkmängden uppgick till 63 678 invånare i början av 2015.
Staden ligger nära Voronas förening med Chopjor, omkring 200 kilometer öster om Voronezj. Borisoglebsk grundades i mitten av 1600-talet. Den är uppkallad efter de ryska helgonen Boris och Gleb. I början av 1900-talet bedrevs där betydande spannmålshandel och årsmarknader.